# Eíone
Eíone (en grec antic Ἠιόνη) va ser, segons la mitologia grega, una de les cinquanta Nereides, filla de Nereu, un déu marí fill de Pontos, i de Doris, una nimfa filla d'Oceà i de Tetis. La mencionen Hesíode i Apol·lodor. Segons Apol·lodor, era una de les nereides de les platges d'arena fina.